# 선바위산
선바위산은 대한민국 강원특별자치도 영월군에 있는 높이 1,042m의 산이다. 31번 국도상에서 북으로 올려다 보면 병풍을 펼쳐놓은 듯한 바위산으로 바위와 노송 군락이 동양화처럼 어우러져 비경을 자랑하고, 높이 50여미터의 선 바위가 서있어 '선 바위산'이라는 이름을 얻게 되었다.

## 같이 보기
- 한국의 산